# Mustelinae
Potporodica Mustelinae pripada porodici kuna (Mustelidae) i uključuje gorsku kunu, lasice, zerdave, tvorove i slične mesojedne sisavce iz reda zvijeri.

## Zajednička obilježja
Razmjerno su mali grabežljivci. Njihovo je krzno obično smeđe ili crne boje, s prugama i drugim oznakama na krznu kod pojedinih vrsta.
Ova je potporodica rasprostranjena gotovo po cijelom svijetu, izuzev Australije, Tihog oceana, Madagaskara i drugih Pacifičkih otoka. Nastanjuju različita staništa.

## Trenutačni rodovi unutar potporodiceMustelinae
- Eira – tajra
- Galictis – grison
- Gulo – gorska kuna
- Ictonyx – prugasti tvor
- Lyncodon – patagonijska kuna
- Martes – kuna ribolovac, samur, kune
- Mustela – lasice, tvorovi, europska vidrica, zerdav
- Neovison – američka vidrica
- Poecilogale – afrička prugasta kuna
- Vormela – šareni tvor

## Drugi projekti
|  | Wikivrste imaju podatke o taksonu rodu Mustelinae |